# Hyphopichia
Hyphopichia är ett släkte av svampar. Hyphopichia ingår i familjen Pichiaceae, ordningen Saccharomycetales, klassen Saccharomycetes, divisionen sporsäcksvampar och riket svampar.
|             | Dekkera                                                                     |
|             |                                                                             |
|             | Pichia                                                                      |
|             |                                                                             |
|             | Issatchenkia                                                                |
|             |                                                                             |
|             | Yamadazyma                                                                  |
|             |                                                                             |
| Hyphopichia | \| \| Hyphopichia burtonii \| \| \| \| \| \| Hyphopichia heimii \| \| \| \| |
|             | \| \| Hyphopichia burtonii \| \| \| \| \| \| Hyphopichia heimii \| \| \| \| |
|             | Komagataella                                                                |
|             |                                                                             |
|             | Saturnispora                                                                |
|             |                                                                             |
|             | Ogataea                                                                     |
|             |                                                                             |
|             | Nakazawaea                                                                  |
|             |                                                                             |
|             | Enteroramus                                                                 |
|             |                                                                             |
|             | Hansenula                                                                   |
|             |                                                                             |
|             | Kregervanrija                                                               |
|             |                                                                             |
|             | Hyphopichia burtonii                                                        |
|             |                                                                             |
|             | Hyphopichia heimii                                                          |
|             |                                                                             |

|  | Hyphopichia burtonii |
|  |                      |
|  | Hyphopichia heimii   |
|  |                      |